# أكيهيرو ساكاتا
أكيهيرو ساكاتا (باليابانية: 阪田 章裕) (16 مايو 1984 في كيوتو في اليابان – )؛ هو لاعب كرة قدم ياباني سابق كان يلعب كمدافع.

## وصلات خارجية
- أكيهيرو ساكاتا على موقع رابطة كرة القدم اليابانية للمحترفين (اليابانية)
- أكيهيرو ساكاتا على موقع قاعدة بيانات كرة القدم.إي يو (الإنجليزية)
- أكيهيرو ساكاتا على موقع Soccerway.com (الإنجليزية)
- أكيهيرو ساكاتا على موقع عالم كرة القدم.نت (الإنجليزية)